# 워즈 (시리즈)
《워즈》(Wars) 시리즈는 닌텐도가 출시하는 일련의 군사 배경 턴제 전략 게임 시리즈이다. 개발사는 게임마다 다르나 대부분은 《파이어 엠블렘》 개발진인 인텔리전트 시스템즈가 담당했다. 일부 하위 시리즈에 따라 《패미컴 워즈》나 《어드밴스 워즈》라고 칭한다.
《워즈》 시리즈는 1988년 8월 일본에서만 출시된 패밀리 컴퓨터 게임 《패미컴 워즈》로 시작했으며, 이후 게임보이와 슈퍼 패미컴으로 후속작들이 출시됐다. 2001년, 게임보이 어드밴스로 출시된 《어드밴스 워즈》를 시작으로 일본 외 지역에서 발매되기 시작했다. 2008년 닌텐도 DS로 출시된 《어드밴스 워즈: 데이즈 오브 루인》를 끝으로 시리즈가 동결에 들어갔다.

## 게임플레이
시리즈 내에서 플레이어는 군대의 지휘관을 맡아 보병부터 장갑차까지 여러 종류의 병력을 조종한다. 일인용 모드의 경우 대부분 일정 크기의 지역에서 적들을 전략적으로 제압해, 상대 병력을 전부 제거하거나 본부를 점령하는 것이 승리의 목표이다.
《어드밴스 워즈》 게임들은 지휘관들에게 'CO 능력'이 생겨 적절한 활용 시 전투를 유리하게 이끌 수 있다. 또한 전장의 안개나 비, 눈 등의 날씨에 따라 병력이 움직여 밝히는 지도의 범위가 달라진다.

## 게임
| 제목                            | 개발사                                  | 배급사        | 플랫폼                | 출시연도 |
| ------------------------------- | --------------------------------------- | ------------- | --------------------- | -------- |
| 패미컴 워즈                     | 인텔리전트 시스템즈, 닌텐도 개발 제일부 | 닌텐도        | 패밀리 컴퓨터         | 1988     |
| 게임보이 워즈                   | 인텔리전트 시스템즈, 닌텐도 개발 제일부 | 닌텐도        | 게임보이              | 1991     |
| 게임보이 워즈 터보              | 허드슨 소프트                           | 허드슨 소프트 | 게임보이              | 1997     |
| 슈퍼 패미컴 워즈                | 인텔리전트 시스템즈                     | 닌텐도        | 사테라뷰, 닌텐도 파워 | 1998     |
| 게임보이 워즈 2                 | 허드슨 소프트                           | 허드슨 소프트 | 게임보이 컬러         | 1998     |
| 게임보이 워즈 3                 | 허드슨 소프트                           | 허드슨 소프트 | 게임보이 컬러         | 2001     |
| 어드밴스 워즈                   | 인텔리전트 시스템즈                     | 닌텐도        | 게임보이 어드밴스     | 2001     |
| 어드밴스 워즈 2: 블랙홀 라이징  | 인텔리전트 시스템즈                     | 닌텐도        | 게임보이 어드밴스     | 2003     |
| 어드밴스 워즈: 듀얼 스트라이크  | 인텔리전트 시스템즈                     | 닌텐도        | 닌텐도 DS             | 2005     |
| 바탈리언 워즈                   | 쿠주                                    | 닌텐도        | 게임큐브              | 2005     |
| 바탈리언 워즈 2                 | 쿠주                                    | 닌텐도        | Wii                   | 2007     |
| 어드밴스 워즈: 데이즈 오브 루인 | 인텔리전트 시스템즈                     | 닌텐도        | 닌텐도 DS             | 2008     |
| 어드밴스 워즈 1+2: 리부트 캠프  | 웨이포워드 테크놀로지스                 | 닌텐도        | 닌텐도 스위치         | 2023     |

## 참조

### 내용주
1. ↑  영어: Famicom Wars, 일본어: ファミコンウォーズ
2. ↑  영어: Advance Wars, 일본어: ゲームボーイウォーズ